# Passage Sainte-Avoie
Passage Sainte-Avoie (eller Passage Sainte-Avoye) är en gata i Quartier Sainte-Avoye i Paris 3:e arrondissement. Passage Sainte-Avoie, som börjar vid Rue Rambuteau 8 och slutar vid Rue du Temple 62, är uppkallad efter det numera försvunna klostret Sainte-Avoye, grundat på 1100-talet.

## Omgivningar
- Sainte-Élisabeth-de-Hongrie
- Fontaine Saint-Avoye
- Jardin Anne-Frank
- Square du Temple – Elie-Wiesel
- Hôtel de Saint-Aignan

## Bilder
| - Sainte-Élisabeth-de-Hongrie. - Fontaine Sainte-Avoye. - Jardin Anne-Frank. - Square du Temple – Elie-Wiesel. - Hôtel de Saint-Aignan. |

## Kommunikationer
- Tunnelbana – linje  – Rambuteau
- Busshållplats Archives – Rambuteau – Paris bussnät, linje 29

### Webbkällor
- ”Passage Sainte-Avoie”. Mairie de Paris. http://www.v2asp.paris.fr/commun/v2asp/v2/nomenclature_voies/Voieactu/9028.nom.htm. Läst 17 april 2021.
- ”Passage Sainte-Avoie”. Les rues de Paris. https://www.parisrues.com/rues03/paris-03-passage-sainte-avoie.html. Läst 17 april 2021.